# Герб Поморського воєводства

Герб Поморського воєводства

Герб Поморського воєводства — символ Поморського воєводства наряду з його прапором. На гербі зображений чорний грифон з піднятими крилами і висунутим червоним язиком, розміщеним у полі золотистого герба. Герб був створений у 2002 році, незважаючи на негативний висновок Геральдичної комісії при Міністерстві внутрішніх справ та адміністрації . Творець герба — Вавжинець Самп .
У 2008 році Правління Поморського воєводства з метою популяризації Поморського воєводства і, таким чином, закупівлі або виробництва рекламних слоганів, логотипів і гаджетів, пов'язаних з регіоном і становлять його ідентифікацію, запровадило систему візуальної ідентифікації, яка містить модифікований візерунок. герба . Воєводське правління без погодження з воєводською управою затвердило змінене положення грифона на щиті та сам відтінок кольору герба. Цей герб використовувався до 2010 року.
Прототипом герба є фреска 16 століття із зображенням грифона, що знаходиться в пресвітерії собору в Оліві .
Гербом Кашубії вважається зображення чорного грифона, що дивиться вправо, на золотому тлі. Тому дуже часто ототожнюються ці два герби; деякі джерела навіть говорять, що це той самий герб.
У 1999 році оголошено конкурс на герб Поморського воєводства. Оригінально підібраний дизайн герба поєднував орел-меч, символ Пруссії та Гданської Померанії, та чорного грифона, що є символом Кашубії. На чорному мечовому орлі був герб із золотим полем із чорним грифоном .

## Перша республіка
У 1454—1795 роках на гербі Поморського воєводства був зображений червоний грифон на срібному полі.

## Друга республіка
«Червоний грифон повернув ліворуч у білому полі. Передні ноги стирчали, ніби бігали, крила розпростерті, ніби летіли, язик висів, вінець на голові» . Були суперечки щодо того, чи має герб бути грифоном, оскільки до складу Поморського воєводства входило також колишнє Хелменське воєводство, гербом якого був орел-меч.

## Галерея

Герб Поморського воєводства часів Речі Посполитої
Герб Поморського Воєводства часів Другої Республіки